# Ticuantepe
Ticuantepe é um município da Nicarágua, situado no departamento de Manágua. Tem 61 km² de área e sua população em 2020 foi estimada em 41.630 habitantes.